# 효자 민후건 정려
효자 민후건 정려(孝子 閔後蹇 旌閭)는 세종특별자치시 연서면 월하리에 있는 조선시대의 효자문이다. 2001년 5월 31일 연기군의 향토유적 제6호로 지정되었다가, 행정구역 개편에 따라 2014년 9월 30일  세종특별자치시의 향토문화유산 제6호로 재지정되었다.

## 개요
효자 민후건 정려(孝子 閔後蹇 旌閭)는 조선시대 효자 민후건(閔後蹇, 1571~1652)의 효행(孝行)을 세상에 널리 알려 칭찬하고 기억하기 위해 나라에서 하사한 명정(銘旌)을 현판(懸板)으로 걸어놓은 정문(旌門)이다.
민후건의 본관(本貫)은 여흥(驪興), 호(號)는 월하(月河)이다. 그는 이이(李珥, 1536~1584)의 제자인 김장생(金長生, 1548~1631)에게 학문을 배우고 1606년(선조 39)에 실시한 식년시(式年試)에서 1등(一等)인 100명 중 3위(位)의 성적으로 진사(進士)가 되었다. 1623년 광해군(光海君, 1575~1641)을 페위시키고 인조(仁祖, 1595~1649)를 옹립(擁立)한 인조반정(仁祖反正)에 참여하여 정사원종공신(靖社原從功臣)이 되었으며, 1636년(인조 14)에 병자호란(丙丁虜亂)이 발발하자 연기지역에서 의병을 일으키기도 하였다. 병석에 계신 어머니가 먹고 싶다던 잉어를 한 겨울에 얼음을 깨고 구해와 드시게 하여 병을 낫게 했다고 한다.
민후건의 효행에 대해 지역의 유림(儒林)들이 글을 올려 1708년(숙종 34) 종이품(從二品) 참판(參判)의 관직과 명정을 받고 정문을 세웠다. 내부에는 민후건이 공조정랑(工曹正郞)을 지냈고, 공조참판(工曹參判)에 증직되었다는 내용과 숙종 34년(1708)에 명정(銘旌)을 받았음이 적혀 있는 현판(懸板)이 걸려있다.

## 현지 안내문
효자 민후건의 호는 월하(月河)로 1572년(선조4)에 연서면 월하리에서 출생하였다. 공은 1606년(선조39)에 진사에 급제하여 1643년(인조21)에 공조정랑(工曺正郞)에까지 올랐으며 공의 나이 26세에 모친이 득병하여 병석에 눞게되자 약을 구하러 백방으로 헤메었으나 특효약은 끝내 구하지 못하고 병세는 점점 악화되어 절망상태(絶望狀態)에 이르게 되었다.
그러던 어느해 겨울 모친께서 잉어가 먹고 싶다고 하자 공은 엄동설한(嚴冬雪寒)임에도 강으로 뛰어가 얼음을 깨고 잉어를 구하여 복용시키니 병세는 점점 좋아져서 치유(治癒)케 되었다.
사후 이러한 사실이 조정에 알려지자 공을 참판(參判)으로 추증하고 1648년(인조26)에 연서면 월하리에 정문을 건립하였다.